# 방승훈
방승훈(1975년 12월15일 ~ )은 대한민국의 수영 선수였다. 1994년 히로시마 아시안 게임 남자 자유형 400m에서 3분 54초 72로 아시아 신기록을 세우며 우승했다. 현재는 KBS의 수영 해설가이다.